# تحالف حضرموت القبلي
تحالف حضرموت القبلي ويُعرف كذلك باسم تحالف القبائل في حضرموت هي مجموعة مسلحة ظهرت خلال الحرب الأهلية اليمنية. تتشكل المجموعة في المقام الأول من الحضارم الذين يقطنون جنوب اليمن. أثناء الحرب الأهلية؛ دعَم تحالف القبائل الحضرمية حكومة الرئيس اليمني عبد ربه منصور هادي كما عمل إلى جانب القوات المسلحة اليمنية في حضرموت.

## العمليات
تشكّل تحالف حضرموت القبلي في مملكة حضرموت بجنوب اليمن حيث سعى بنشاط للحصول على الحكم الذاتي من الحكومة اليمنية. قاتل التحالف عام 2014 بنشاط ضد مسلحي تنظيم القاعدة في شبه الجزيرة العربية على الرغم من أنه انضم أيضا إلى تاركًا الحكومة اليمنية في أعقاب سلسلة من الهجمات الإرهابية في سيئون. جدير بالذكر هنا أن تحالف القبائل الحضرمية سبق له وأن أعرب عن شكوكهم في فعالية الحكومة خلال الحملات الإرهابية. في أعقاب اندلاع الحرب الأهلية اليمنية في عام 2015 والتي تسبّبت في فراغ في السلطة في جنوب اليمن، وفي ظل عدم وجود تنظيم تابع للحكومة يُسيطر على المنطقة. ظهرت جماعات مسلحة وأبرزها تنظيم القاعدة في جزيرة العرب الذي تمكن فعلا من السيطرة على أجزاء من المنطقة. وردا على ذلك؛ شكلت القبائل الحضرمية تحالفًا تحت قيادة مركزية عسكرية لتنسيق الجهود في الدفاع عن الأراضي الخاضعة لسيطرتها. استعادت قوات تحالف الحضارمة بحلول نيسان/أبريل 2015 القوات مجموعة من الأراضي حول الكثير من المدن الرئيسية والمهمة مثل المكلا والشحر من يد تنظيم القاعدة ومن مسلحي أنصار الشريعة الذين حققوا انتصارا مهما في معركة المكلا يوم 2 نيسان/أبريل من نفس العام. شارك هذا التحالف في المعركة الثانية في المكلا إلى جانب قوات دولتي والإمارات العربية المتحدة وذلك بعد عام واحد من المعركة الأولى وبالتحديد في نيسان/أبريل 2016. اعتبارا من عام 2018؛ لا يزال تحالف قبائل حضرموت يتمشاى مع حكومة عبد ربه منصور هادي خاصة في ظل تدخل التحالف العربي بقيادة المملكة العربية السعودية في المنطقة.